# Usna sinkronizacija
Usna sinkronizacija (poznato i pod anglizmom lip sync) naziv je za radnju pomicanja usana tako da bi odgovarali unaprijed snimljenom vokalnom materijalu (pjesma ili naracija) koji je pušten preko zvučnika ili sličnih uređaja. Pojam se koristi u raznim tehnikama, najčešće u glazbi s pjevačkim nastupima uživo, ali i kod sinkroniziranih filmova ili televizijskih programa.
U filmskoj produkciji, usna je sinkronizacija često dio postprodukcijskog dijela. Sinkroniziranje (dubliranje) stranih ili animiranih filmova zahtijevaju detaljnu i složenu usnu sinkronizaciju. Mnoge videoigre koriste tehniku usne sinkronizacije za stvaranje boljeg ambijenta igre. U slučaju glazbene industije, usna sinkronizacija može često biti kontroverzna na javnim nastupima zbog publike koja očekuje izvođenje pjesama uživo.